# Mfecane

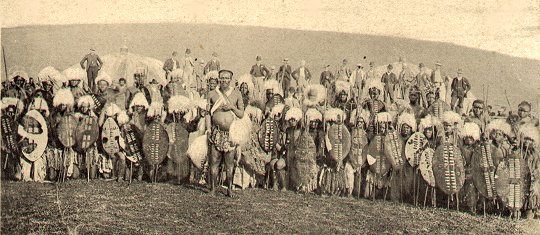
Válečníci kmene Zulu na pohlednici z 19. století

Mfecane, též Difaqane či Lifaqane se nazývá období dramatických demografických a politických změn na jihu Afriky, které počalo koncem 18. století a trvalo do 40. let 19. stol. Výraz difaqane pochází z jazyka Sotho/Čwanů a znamená přibližně „být drcen“, mfecane je odozeno z xhoského „ukafaca“ (hladovět).
Došlo tehdy k centralizačním tendencím, kdy jedny kmeny si podrobovaly druhé tím, že je asimilovaly nebo vyvraždily. V jihoafrické oblasti se tehdy objevila řada silných vůdčích osobností, kmeny trpěly po demografickém růstu nedostatkem půdy pro obdělávání a pastvin pro svůj dobytek. Navíc nastalo několikrát katastrofální sucho. Ve stejné době se z Kapska za řeku Vaal tlačili Búrové a zabírali pastviny pro sebe, Angličané vedli války s Xhosy a Portugalci pořádali hony na černé otroky.

## Dingisvajo a Zvide
Náčelník Dingisvajo rozšířil území konfederace Mtetvů od ústí řeky Tugely daleko do vnitrozemí, kde narazil na podobnou aktivitu náčelníka Zvideho v čele Ndwanveů. Každý z náčelníků měl jinou strategii. Dingisvajo vyžadoval od poražených kmenů, aby se mu podrobily, Zvide poražené bezohledně vyvražďoval. Roku 1818 Zvide Dingisvaja porazil, zajal a zabil.

## Šaka
Byl jedním z mnoha synů Dingisvaja. Zavraždil svého bratra Sigujanu a stanul tak v čele Zuluů. Odstranil pak i Dingisvajova zákonného zástupce a stanul v čele konfederace a tím pozvedl do vůdčí pozice svůj klan. Zuluové se z bezvýznamného klanu staly náhle jednou z vůdčích sil v regionu. Šaka transformoval zuluské vojsko organizačně a zavedl nové prvky do výzbroje i strategie boje. Jeho jednotky se staly postrachem a neměly konkurenci. V krvavé bitvě u Gqokli rozprášil Zvideho bojovníky, ač ti měli dvojnásobnou přesilu, a zahnal je do dnešního jižního Mosambiku. Šaka byl stále více nedůvěřivý k ostatním zastrašoval své vlastní lidi a vyháněl jiné kmeny. Ty tlačily na další a ty zas na další kmeny, došlo k válce všech proti všem. Šaka byl nakonec zavražděn svými bratry Dinganem a Mhlanganem.

## Dingano
Od roku 1823 se začali Angličané usazovat v Natalu a dostali se tak do kontaktu s Šakovou říší. Šakův nástupce Dingano k nim byl nejdříve nedůvěřivý, ale nakonec se rozhodl s nimi jednat a udržovat přátelské vztahy. Ze západu začali přicházet Búrové, kterým se nejdříve podařilo získat si Dinganovu důvěru, ale nakonec při jedné návštěvě v únoru 1838 u Dingana byli všichni členové búrské delegace včetně jejich vůdce Pieta Retiefa na místě zmasakrováni. Proč k tomu došlo je dodnes nejasné. Pak zaútočili zuluští bojovníci na búrské farmáře v táborech v povodí řeky Tugely. Trestné vypravy farmářských kommand pak neměly žádný valný efekt. Až v prosinci 1838 Pretoriova armáda Zuluy rozprášila díky převaze palných zbraní na břehu řeky Ncome. Řeku Ncome pak přejmenovali na krvavou (Blood River). I Dingane byl nakonec zavražděn a na trůn nastoupil jeho bratr Mpande, umírněný vládce snažící se o mírovou politiku.